# 한일합방을 요구하는 성명서
한일합방을 요구하는 성명서(일본어: 韓日合邦を要求する声明書)는 대한제국 말기인 1909년에 친일 단체인 일진회가 한일 병합의 실현을 촉구하며 발표한 성명서이다. 한일합방성명서(韓日合邦建議書)라고도 한다.

## 개요
1909년 12월 3일에 서울 종로구에 위치한 상업회의소에서 일진회와 대한협회의 정견위원회가 개최되었다. 이날 정견위워회에서는 양측의 합동을 논의했으나 결렬되었고, 저녁 늦게 일진회의 임시총회가 열렸다. 일진회 회장 이용구는 이 임시 총회에서 "나라와 백성의 형세가 절박하여 황실 존영과 인민 복리를 위해 정합방을 성립시켜야 한다"는 내용으로 시국에 대한 자신의 인식을 설명하고, 일진회 회원들은 이를 만장일치로 가결했다.
이용구는 다음날인 12월 4일에 100만 일진회 회원의 이름으로 대한제국 순종과 내각, 통감부에〈한일합방상주문〉을 제출하고, 대한제국 2천만 동포 앞으로는 한일합방성명서를 발표했다. "전국 동포에게 포고한 성명서"라는 설명이 덧붙여졌다.
이 성명서의 발표와 함께 한일 병합 요구가 공세적으로 일어나면서 대한제국의 여론은 찬성파와 반대파로 크게 분열되어 갈등을 빚었다. 같은 친일 성향의 세력이면서도 일진회 주도의 병합을 반대하는 이완용과 국시유세단도 가담했다. 약 8개월 간의 대립 끝에 이듬해 8월 한일 병합 조약이 체결되면서 일진회의 성명서는 실현되었다.

## 성명서의 내용
한일합방성명서는 먼저 단군과 조선 태조를 거론하면서 나라의 독립이 당연한 것이고 남의 노예가 되는 것은 오랑캐도 수치스럽게 여길 일이라고 선언했다. 그러나 이러한 바람도 나라의 정세와 시기를 가늠해보아야 하는 것이라며, 그렇지 못하면 멸망의 화를 스스로 초래하게 된다고 밝혔다. 한일합방성명서는 현 시국이 위급한 형편이라고 진단하면서 근세의 역사를 되돌아본다.
한일합방성명서에 따르면 한일 병합이라는 상황까지 오게 된 것은 다음 이유 때문이다. 청일 전쟁 때 일본이 거액의 군사비와 수만 명의 군사를 희생시켜 조선을 청나라로부터 독립시켜 주었는데도 정사를 어지럽힌 것은 조선 사람 스스로의 잘못 때문이다. 러일 전쟁 때도 일본이 다시금 러시아에 먹힐 뻔한 조선을 구출하고 동양 평화를 달성했으나, 이를 우의로 갚지 못하고 이 나라 저 나라에 붙었다가 결국 외교권을 넘겨주게 된 것도 조선 사람의 잘못이다. 그럼에도 호의로 대해주는 일본을 배신한 헤이그 밀사 사건으로 거듭 잘못을 저질러, 결국 한일신협약을 불러왔다.
정미7조약 체결 이후에는 마땅히 산업을 발전시키고 교육에 힘써야 하건만 "폭도와 비적"으로 표현된 의병 항쟁으로 정국이 혼란해졌으며, 권세와 이속을 다투면서 나라를 발전시키지 못했다. 게다가 대한제국을 위해 수고를 다한 은혜를 잊기 어려운 이토 히로부미를 하얼빈에서 저격하여 일본의 여론을 악화시켰다. 이대로 가다가는 5백년 사직이 폐허가 되고 2천만 백성도 하나도 남지 않게 될 비참한 지경이라는 것이 일진회의 인식이다. 국가의 재정도 바닥났으며 국가기밀도, 통신수단도, 법률도 한국인의 손에 없는 상황에서 나라의 운명이 죽음의 구렁텅이로 빠져가는 중이라는 것이었다.
따라서 결론은 일본의 여론이 주장하는 한일 병합을 대한제국 순종 황제와 메이지 천황이 받아들이도록 호소하는 것이 나라를 위한 길이라는 것이었다. 일진회는 한일 병합이 만번의 죽을 고비를 넘어 한 번 살아남을 길이며, 대한제국 백성이 일등 대우의 복리를 누리고 정부와 사회가 더욱 발전할 수 있는 근본적인 방도라고 주장했다. 만약에 이 기회를 이용하지 않으면 하늘의 신이 죄를 줄 것이기에 2천만 국민에게 맹세를 다지면서 이 뜻을 알린다며 끝을 맺었다.

## 같이 보기
- 일진회
- 한일합방상주문

## 참고 자료
- 한명근 (2002년 4월 25일). 〈Ⅴ. 一進會의 對日認識과 '政合邦'論〉. 《한말 한일 합병론연구》. 서울: 국학연구원. ISBN 89-8206-672-1.
- 친일인명사전편찬위원회 (2004년 12월 27일). 《일제협력단체사전 - 국내 중앙편》. 서울: 민족문제연구소. 3~24쪽쪽. ISBN 89-953307-2-4.